# 石滩镇 (阆中市)
石滩镇，是中华人民共和国四川省南充市阆中市下辖的一个乡镇级行政单位。2019年10月，撤销凉水镇，将其所属行政区域划归石滩镇管辖。

## 行政区划
石滩镇下辖以下地区：
长岗岭村、方斗山村、药柏村、园宝山村、马湾村、八角井村和塔溪寺村，七羊山村、崇山观村、顶山庙村、凤古寺村、龙秀山村、峰子垭村、鲜家庙村、薛家沟村、塘清坝村、梁家店村、护山梁村和印镇山村。